# Tinto (Kamerun)
Tinto ist eine Ortschaft Kameruns im Département Manyu in der Region Südwest Kameruns. Sie ist die Hauptstadt des Arrondissements Upper Bayang. Der Ort liegt im östlichen Teil des Départements Manyu.
2005 hatte die Ortschaft 2046 Einwohner.
Die Region wird von den Quellflüssen Fi und Mbu des Cross River (Kreuzflusses) durchströmt. Bewohner  sind  die  Bayang.
Zur deutschen Kolonialzeit war der Ort Verwaltungsstation und lag im Regierungsbezirk Ossidinge. Zwei wichtige  Handelswege kreuzten sich in dem Ort. Einer von Ossidinge und Mamfe flussaufwärts  zur Banjangbucht und ein zweiter von Douala, am Mungo aufwärts, über Tinto in das Balihochland. Ebenfalls liefen dort schon zu der Zeit Straßen zusammen, die fächerartig, dem Lauf der Quellflüsse folgend, ins  Bali- und Manengubaplateau hinaufstiegen. Ebenso gab es in dem Ort eine europäische Faktorei und von der Bevölkerung betriebene Plantagen.